# Escritura

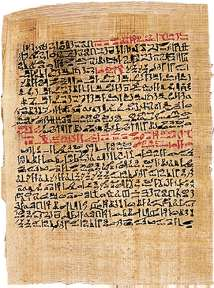
Papiro Ebers en escritura hierática

La escritura es un sistema de representación gráfica de un idioma, por medio de signos trazados o grabados sobre un soporte. En tal sentido, la escritura es un modo gráfico específicamente  humano de conservar y transmitir información.
Como medio de representación, la escritura es una codificación sistemática mediante signos gráficos que permite registrar con gran precisión el lenguaje hablado por medio de signos visuales regularmente dispuestos; obvia excepción a esta regla es la bastante moderna escritura Braille cuyos signos son táctiles. La escritura se diferencia de los pictogramas en que estos no suelen tener una estructura secuencial lineal evidente.
Existen dos principios generales en la escritura, por un lado la representación mediante logogramas que pueden representar conceptos o campos semánticos, y por otro lado la codificación mediante grafemas que representan sonidos o grupos de sonidos (pudiéndose distinguir entre sistemas puramente alfabéticos, abugidas, silábicos, o mixtos). Las escrituras egipcia y china combinan ambos tipos de principios (logogramas y grafemas), mientras que las escrituras en alfabeto latino son puramente grafémicas.
Las escrituras jeroglíficas son las más antiguas de las escrituras propiamente dichas (por ejemplo; la escritura cuneiforme fue primeramente jeroglífica hasta que a ciertos jeroglifos se les atribuyó un valor fonético) y se observan como una transición entre los pictogramas y los ideogramas. La escritura jeroglífica fue abandonada en el período helenizante de Egipto. En la actualidad la escritura china y japonesa conservan algunos logogramas combinados con signos cuya interpretación es puramente fonética. La mayor parte de las escrituras del mundo son puramente grafémicas, así las escrituras románicas (basadas en el alfabeto latino), arábigas (basadas en el alfabeto arábigo), cirílicas (basadas en el alfabeto griego), hebraicas (basadas en el alfabeto hebreo), helénicas (basadas en el alfabeto griego), indias (generalmente basadas en el devanāgarī), y en mucha menor medida las escrituras alfabéticas arameas, siríacas, armenias, etiópicas (abugidas basadas en el ghez o ge'ez), coreanas, georgianas, birmanas, coptas, tibetanas, etc. Los alfabetos glagolíticos y el alfabeto rúnico que precedió a la escritura gótica, así como la pahlavi y zend eran usados en lenguas hoy desaparecidas.  
Aunque de las escrituras alfabéticas quizás la primera haya sido la escritura protosinaítica, documentada entre los siglos XVIII a. C. y XVI a. C., la primera escritura alfabética stricto sensu parece haber sido la escritura fenicia. Esta —al igual que sus inmediatas derivadas— es del tipo abyad, es decir solo constaba de consonantes. El método de escritura abyad también se encuentra en otros casos, como en la escritura aramea, la escritura hebrea basada en el alefbet o álef-bet, y la escritura arábiga; si bien la escritura hebrea precisó el valor de los fonemas utilizando el sistema de puntos diacríticos llamado masorético, a través del cual diversos puntos en relación con cada grafema tienen la función de vocales, también algo semejante ocurre con el alifato o alfabeto árabe.
La escritura fenicia fue modificada y adaptada por los griegos; a los griegos se les atribuye la notación explícita de las vocales (concretamente usaron algunos signos consonánticos del fenicio sin equivalente en griego, como signos para notar las vocales). No obstante, conviene notar que antes del sistema clásico de alfabeto griego, en el espacio geográfico que luego sería helénico, existieron las escrituras minoicas (tipo lineal A y lineal B), así como el uso de la escritura en bustrofedon (‘arado de buey’), pues se considera que la escritura etrusca e indudablemente la escritura latina (de la cual proviene el alfabeto más usado actualmente), son modificaciones de la escritura alfabética griega (lo mismo que ocurre con el cirílico y el glagolítico). En cuanto a las escrituras ibéricas antiguas, estas parecen haber recibido un fuerte influjo fenicio, hasta el momento de ser suplantadas por las letras latinas.
En los territorios controlados por los celtas, en la antigüedad existió un sistema de escritura muy singular llamado ogam, usado principalmente por los druidas.
Por su parte y en lo atinente a las runas de los antiguos germanos, en ellas se nota una copia modificada de las letras latinas a las cuales sin embargo se les asignaron diversos valores fonéticos e inclusos "valores mágicos".
Algo similar ocurrió a fines del siglo XVIII entre los cheroquis de Norteamérica, entre ellos, el jefe Sequoyah promovió el uso de un "alfabeto" (en realidad un silabario) inspirado por sus formas en el alfabeto latino usado por los colonos anglosajones, aunque con diferentes valores fonéticos.
En cuanto a las escrituras con un componente ideográfico, prácticamente se restringen en la actualidad a la escritura china basada en sinogramas; estos mismos signos, llamados hànzì (en chino simplificado, 汉字; en chino tradicional, 漢字; literalmente «carácter han» o «carácter chino»), también se usan en la escritura japonesa junto a dos silabarios, el hiragana y el katakana; los sinogramas también forman parte tradicionalmente de la escritura del coreano con el nombre de hanja («china escritura»), aunque actualmente apenas se usan ya, estando suplantados en Corea por el alfabeto hangul.
Como bien ha señalado Roland Barthes la escritura ha significado una revolución en el lenguaje y en el psiquismo y, con ello, en la misma evolución humana, ya que es una "segunda memoria" para el ser humano —además de la biológica ubicada en el cerebro—. Esto es tan evidente que se distingue la prehistoria de la historia porque en la primera se carecía de escritura y solo existía la tradición oral.
La lengua oral constituida por una "sustancia fónica" tiene en tal sustancia un soporte efímero y requiere que el emisor y el receptor coincidan en el tiempo (y antes de la invención de las telecomunicaciones, también era necesaria la coincidencia en el lugar). En cambio, con la lengua escrita siempre es posible establecer una comunicación con mensajes diferidos (la praxis escritural hace que el mensaje pueda ser realizado in absentia del receptor y conservado a través del tiempo). Para Vygotski, el lenguaje escrito es el paso del lenguaje abstracto al lenguaje que utiliza la representación de las palabras (considerado como la traducción o codificación del lenguaje oral), esto contra el supuesto muy extendido en la cultura en general y hasta inicios del presente siglo particularmente en la educación, de que el escrito es una mera traducción o codificación del lenguaje oral. Por el contrario, Vygotski sostiene que el lenguaje oral genera construcciones de un determinado tipo (dialógicas, etc.) en la conciencia, y que el lenguaje escrito las produce de otro tipo, «de modo que los procesos psicológicos del lenguaje oral y del escrito son distintos, y que por ende, también son distintos los procesos psíquicos que se involucran en la educación con uno u otro tipo de lenguaje».

## Historia de la escritura

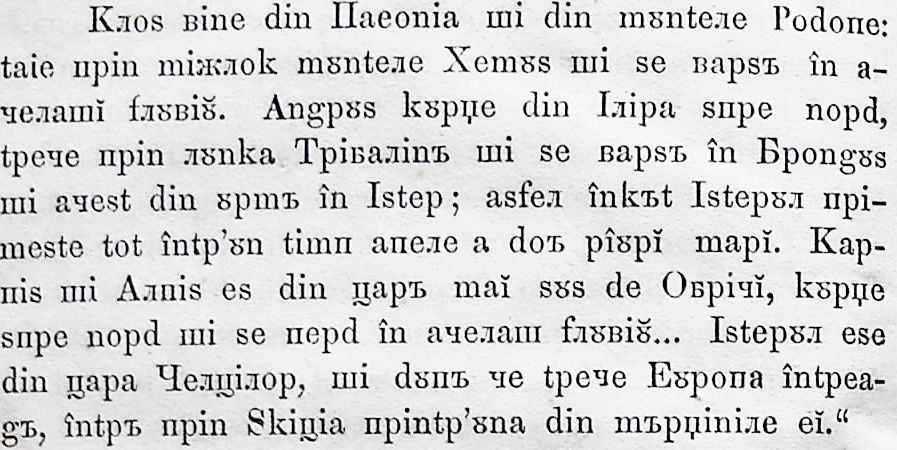
Texto rumano escrito en alfabeto transitorio entre cirílico y latino.

Actualmente, los semiólogos y los lingüistas consideran totalmente probado que la escritura es posterior al habla, aunque algunos semiólogos a fines del siglo XX llegaron a suponer que las escrituras son previas al lenguaje verbal articulado ya que existe un placer (por usar un término barthesiano) por parte del sujeto humano en dejar rastro de sí en diversos soportes (huellas de manos, muescas, rayas, representaciones más o menos figurativas tal cual se observa en el Magdaleniense), pero tales protoescrituras no parecen ser indicios de que los textos escritos se anticiparon al habla; en todo caso, con la escritura como «segunda memoria» el habla fue reforzada por los escritos; más aún, la escritura permite una reflexión adicional, y esto hace que el lenguaje escrito pueda tener una clara estrategia de la cual carece el lenguaje oral ágrafo. Como en latín dijo Cayo Tito: Verba volant scripta manent (las palabras se vuelan lo escrito se mantiene).
Fundamentalmente, la lengua gráfica o la lengua escrita ha de considerarse un fenómeno lingüístico inventado por la sociedad humana para reemplazar a la lengua oral o fónica, la escritura aparece necesariamente cuando la evolución socioeconómica de las poblaciones impulsa la creación de un código alternativo que sea eficaz en situaciones en las cuales la lengua fónica es insuficiente o directamente inútil.
Sin embargo el pasaje del lenguaje ágrafo al escritural tuvo una fase de transición: antes de la escritura propiamente dicha están los pictogramas y los grafismos, solo hace poco más de cinco milenios aparecen las primeras escrituras en Sumeria y en el antiguo Egipto.

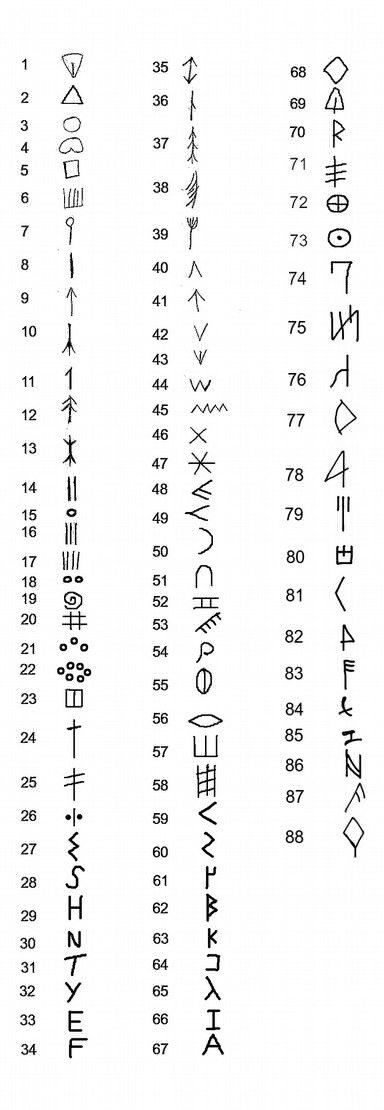
Signario de la Escritura Lineal Paleolítica (ELPA), compilado tras veinte años de catalogación de los registros de Arte Rupestre y grafismos usados durante el Paleolítico Superior.

La primera evidencia de dibujo en piedras encontradas en las cuevas de Blombos en el sur de África se remonta a entre 75.000 y 100.000 años atrás. Estos consisten en patrones geométricos. 
Existen diversos hallazgos de representaciones gráficas previas a la escritura propiamente dicha, como los de las cuevas de Chauvet (1995), Cosquer (1994) o Lascaux (1940) en Francia, con imágenes que datan de 31 000, 24 000 y 15 000 años aproximadamente de antigüedad, respectivamente, o la cueva de Altamira (descubierta en 1868). El desarrollo de la escritura pudo tener motivaciones y funciones completamente diferentes de las que llevaron a crear otro tipo de representaciones gráficas.[cita requerida]. Investigaciones que vienen realizándose desde finales del pasado siglo, han permitido la compilación de un signario nuclear básico de unos ochenta y ocho signos lineales que fueron usados para grafiar o escribir secuencias ordenadas que combinan y articulan signos como en cualquier escritura de signos lineales y geométricos, lo que ha permitido el desarrollo de una hipótesis sobre el uso de una Escritura Lineal Paleolítica (ELPA) logofonográfica o glotográfica durante el Paleolítico Superior, al parecer ya desde tiempos del Auriñaciense, o con mayor probabilidad desde el Solutrense.
Se ha observado el uso de tales signos lineales de una posible escritura lineal paleolítica no solo en la zona astur-cántabro-aquitana o franco-cantábrica, sino también en cuevas del sur de la península, concretamente en las cuevas de la Pileta y Nerja en Málaga.
La invención de la escritura se dio en varios lugares del mundo de manera independiente. Las primeras técnicas de escritura se remontan al cuarto milenio a. C. Surgió en Egipto, Mesopotamia y China. El sistema creado en Oriente Medio y Egipto se extendió rápidamente a las áreas culturales cercanas y es el origen de la mayoría de las escrituras del mundo. 
En América la escritura también apareció en Mesoamérica, teniendo como uno de sus primeros ejemplos conocidos la escritura olmeca, que data de al menos 900 a. C., y posteriormente la escritura zapoteca y los jeroglíficos de la escritura maya (ver Sistemas de escritura de Mesoamérica).
Se le atribuye a la escritura la historia siguiente: Las transacciones entre tierras alejadas y diferidas en el tiempo necesitaban plasmarse en contratos.[cita requerida]
Estos contratos se fundamentaban en unas bolas huecas de arcilla que contenían los datos, pequeñas formas de arcilla que simbolizaban los nombres de tres maneras diferentes: esferas, conos y cilindros a los que se añadían unas formas convencionales que designaban aquello que se contrataba.[cita requerida]
En caso de reclamación se rompía la bola seca, sobre la cual se había firmado con su sello para su control, y en la que se comparaba la cantidad y la entrega.[cita requerida]
Estas transacciones fueron puestas en forma de escuadra. Este era el medio para dibujar una cuña, un redondel y un cono, que representaban los datos y servían también para dibujar las formas convencionales. Finalmente se encontró la solución más simple: aplastar esta bola de arcilla y dibujar (escribir) en ambas caras el contenido del contrato: qué, cuánto y cuándo utilizando, siempre, esta pequeña caña.[cita requerida]
En Egipto se han encontrado placas de marfil y hueso probablemente indicativas del contenido o del origen de mercancías con una antigüedad de unos 5400 años.

## Principios básicos de la escritura
La escritura evolucionó desde sistemas de representación meramente mnemotécnicos o contables (como está testimoniado en Mesopotamia), que inicialmente representaban objetos en forma de pictogramas, hasta sistemas más abstractos que acabaron representando sonidos o logogramas abstractos. Obviamente en ese sentido toda la escritura es dependiente de las lenguas naturales, tal como señaló el propio Aristóteles para quien la escritura está subordinada a la lengua hablada:

Los sonidos expresados por la voz son los símbolos de los estados del alma y las palabras escritas son los símbolos de las palabras emitidas con la voz.

Esto es, para la tradición aristotélica, la escritura es un conjunto de símbolos de otros símbolos. Para esta tradición lo escrito no representa directamente a los conceptos sino a las palabras fónicas con las cuales se denominan a los conceptos. Tal tradición aristotélica ha implicado un fonocentrismo que inhibió muchas veces el estudio lingüístico de la escritura y puso el acento en la fonología, esto fue criticado particularmente por Jacques Derrida a fines del siglo XX, este pensador ha considerado de especial importancia a las escrituras.

### Evolución de la escritura
La escritura ha evolucionado a través del tiempo. Fundamentalmente ha usado dos principios:

### Principio ideográfico
Por el cual ciertos objetos, lugares, personas o animales eran representados regularmente por signos pictográficos, con cierto grado de realismo o más bien idealizados. La representación ideográfica y pictórica fue común en los inicios de todos los sistemas de escritura conocidos.

### Principio fonético
Según el cual ciertos signos correspondían a sonidos o secuencias de sonidos, tal como eran percibidos por los hablantes. Inicialmente el sonido de un signo no fue totalmente convencional, sino que seguía el principio pro rebus, por el cual un sonido pictográfico pasaba a representar un sonido contenido en el nombre del objeto designado. Así, por ejemplo, en sumerio se usó un signo pictográfico para «flecha», pero posteriormente dicho signo se empleó en la transcripción de la palabra 'vida', ya que ambos tenían una pronunciación similar. Así ciertos signos pasaron gradualmente a usarse para representar objetos que tenían un sonido común o similar, con lo que surgieron sistemas basados en el principio fonético.
Tanto los sistemas jeroglíficos sumerios y egipcios, como en la escritura china se encuentran conjuntamente signos que siguen el principio ideográfico junto a signos que siguen el principio fonético.
No existe ningún sistema de escritura pleno que sea puramente ideográfico. El idioma chino es citado como ejemplo de escritura puramente ideográfica, pero eso no es exacto, puesto que un buen número de los signos son "complementos fonéticos" que tienen que ver más con el sonido de la palabra que con una representación pictográfica del referente. Algo similar sucede en la escritura jeroglífica egipcia, donde muchas palabras se escriben mediante signos monolíteros, bilíteros o trilíteros junto a un complemento semántico. Los "signos n-líteros" siguen el principio fonético, mientras que los complementos semánticos siguen el principio ideográfico, al menos parcialmente.

### Lengua hablada y lengua escrita
En la escritura se observa la complementariedad de dos códigos, el de la lengua hablada y el de la lengua escrita; ambos códigos conforman una estructura semiótica en la cual se vinculan dos universos de discurso: la estructura precisa de la lengua hablada consta de significados y de sus expresiones fónicas, los significantes; la lengua escrita, al ser complementaria de la oral, cuenta también con significados, siendo sus significantes de tipo gráfico. Se constata que ambos códigos (el oral o fónico por una parte y el escrito por la otra) poseen un mismo universo de contenido: el universo de contenido de la lengua gráfica es el mismo que el de la lengua hablada correspondiente.
Por otra parte, los sistemas formales como la notación matemática más abstracta son sistemas derivados de la escritura (inicialmente la notación matemática consistió en abreviaciones de expresiones habladas), sin embargo, en su uso moderno la notación matemática avanzada permite expresar nociones que en lenguaje hablado frecuentemente son más complicadas de expresar, por lo que en cierto modo los sistemas gráficos formales han dejado de estar subordinados a la lengua hablada, por más que las nociones expresadas en ellos se pueden traducir de forma aproximada a palabras en forma informal.
Otro asunto relacionado con la relación entre lengua hablada y escrita, es que ningún sistema ortográfico es igual de expresivo que la lengua hablada. Las lenguas naturales, pueden expresar silencios, pausas, y entonaciones que solo se pueden representar muy imperfectamente en la escritura. Por otra parte, las variantes habladas pueden reflejar diferencias sociales y dialectales muy sutiles, y reconocibles por los hablantes, que no son sencillas de representar en un sistema de escritura práctico.

### Sistemas de escritura
Un sistema de escritura permite la escritura de una lengua. Si se refiere a una lengua hablada, como es lo normal y corriente, se habla entonces de "escritura glotográfica" (pero puede tratarse también de una lengua no hablada, en este caso se hablaría de "escritura semasiográfica") Las escrituras glotográficas ordinarias pueden estar divididas en dos grandes grupos:
Escrituras fonéticas
Las escrituras basadas completamente en el principio fonético, en que cada uno los signos representa algún tipo de sonido de la lengua hablada. Dentro de este tipo de escrituras puede distinguirse entre:
Alfabetos
En los que cada signo (o la mayor parte de ellos) representa un fonema de la lengua. Esto no es del todo exacto, porque algunos sonidos se pueden representar mediante dígrafos y/o trígrafos. Este es el tipo de escritura usado para todas las lenguas europeas y un buen número de lenguas africanas, americanas, oceánicas, etc.
Abyades o consonantarios
En los que solo algunos fonemas tienen representación gráfica, usualmente las consonantes, por lo que no constituyen una representación completa. Estos sistemas resultan más económicos desde el número de signos a costa de ser parcialmente ambiguos, aunque el contexto elimina la mayor parte de esa ambigüedad, por lo que leerlos correctamente requiere conocer la lengua en que están escritos.
Abugidas o pseudosilabarios
Constituyen una refinamiento de los abyades, al introducirse una manera no ambigua de marcar la vocal del núcleo silábico, sin que en general se emplee un signo diferente y aparte de la consonante. Las escrituras etiópicas, las usadas en la India o el silabario cri son en realidad «abúgidas» y no silabarios genuinos como frecuentemente se dice.
Silabarios
En los que cada signo generalmente representa una única sílaba, sin que exista necesariamente relación entre los signos de las sílabas que empiezan por el mismo sonido. La escritura ibérica es un ejemplo.
Escrituras ideográficas
Las escrituras basadas parcialmente en el principio ideográfico, en que algunos de los signos representan directamente un tipo de referente, un campo semántico, etc. En la práctica todas las escrituras plenamente desarrolladas que usan el principio ideográfico, lo combinan con signos que siguen el principio fonográfico. Ejemplos de este tipo de escrituras mixtas son:
- La escritura china, y sus derivadas (sistemas de escritura del japonés por una parte y del coreano por otra).
- Varios de los signos jeroglíficos egipcios y cuneiformes pertenecen a este grupo.

Un mismo sistema puede servir para muchas lenguas y una misma lengua puede estar representada por diferentes sistemas. Los grafemas fundamentales de una escritura pueden completarse con la utilización de diacríticos, de ligaduras y de grafemas modificados.

### Funciones de la escritura
Desde la psicología, Gordon Wells (1987) explora el concepto de lo escrito e identifica cuatro niveles de uso, que no se deben considerar exactamente funciones en el sentido lingüístico: ejecutivo, funcional, instrumental y epistémico.
- El más básico es el ejecutivo, que se refiere al control del código escrito, a la capacidad de codificar y descodificar signos gráficos.
- El funcional incluye la comunicación interpersonal y exige el conocimiento de los diferentes contextos, géneros y registros en que se usa la escritura.
- El instrumental corresponde al uso de la lectoescritura como vehículo para acceder al conocimiento científico y disciplinario.
- Y el epistémico se refiere al uso más desarrollado cognitivamente, en el que el autor, al escribir, transforma el conocimiento desde su experiencia personal y crea ideas.

La taxonomía (clasificación científica) de funciones lingüísticas de M. A. K. Halliday (1973) distingue dos categorías en el nivel epistémico: el uso heurístico y el imaginativo.

Florian Coulmas (1989, págs. 13-14) se refiere a esta última función como estética, además de incluir otra con la denominación de control social.
Después de estas consideraciones, podemos distinguir y clasificar los siguientes tipos de funciones:
La primera distinción será entre usos individuales (intrapersonales) o sociales (interpersonales):
- Intrapersonales: el autor del escrito y su destinatario son la misma persona. Las principales funciones son:
  - Registrativa: la escritura permite guardar información sin límite de cantidad o duración. Se trata de la función mnemotécnica más básica que utilizamos corrientemente cuando anotamos direcciones y teléfonos, compromisos en agendas o ideas que se nos ocurren en un momento imprevisto. Requiere dominio del código escrito y su correspondencia con los sonidos.
  - Manipulativa: al ser bidireccional y planificada, la escritura facilita la reformulación de los enunciados, según las necesidades y las circunstancias. No siempre reproducimos literalmente lo escuchado, leído, visto o pensado. Escribir permite elaborar la información. Así preparamos el guion de una charla, etc.
  - Epistémica: subiendo otro peldaño del desarrollo cognitivo, la manipulación de datos permite al autor generar opiniones e ideas que no existían antes de iniciar la actividad escritora. Escribir se convierte en una potente herramienta de creación y aprendizaje de conocimientos nuevos. Todos hemos experimentado el poder epistémico de la escritura en situaciones cotidianas. Al tener que explicar por carta a un amigo una situación complicada o comprometida.
- Interpersonales: el autor escribe para otros: un lector conocido o no, un grupo, una asociación, una comunidad lingüística, etc. La escritura se convierte en un instrumento de actuación social para informar, influir, ordenar, etc. Aquí también distinguimos varias funciones:
  - Comunicativa: la escritura permite interactuar con el prójimo en circunstancias nuevas: en diferentes lugares y tiempos, cuando lo escrito resulta más preciso o cortés. Esta función exige dominar los rasgos discursivos y gramaticales propios de cada género y tipo de texto.
  - Organizativa: desarrolla funciones ordenadoras, certificadoras o administradoras. Lo escrito garantiza derechos y deberes de la ciudadanía, informa al público lector, garantiza derechos al trabajador, etc.
- Finalmente, la última función que participa de los usos intrapersonales tanto como de los interpersonales es la estética o lúdica. En cualquier situación, la escritura posee una dimensión placentera o de diversión.

## Escrituras del mundo
- Escrituras alfabéticas.
  - Caracteres árabes (abyad y variantes contextuales).
  - Caracteres bereberes (tifinagh).
  - Caracteres coreanos (hangul: sistema alfabético que agrupa las letras en bloques de dos a cuatro signos.
  - Caracteres cirílicos
  - Alfabeto georgiano
  - Caracteres hebraicos
  - Caracteres helénicos
  - Caracteres latinos
    - Véase también: Romanización (transliteración)

  - Caracteres vah
  - Alfabetos de la India (semisilábicos) casi siempre con variantes contextuales.
    - Devánagari
    - Bengalí
    - Guyaratí
    - Támil
    - Télugu
    - Gurmuki

  - Otros idiomas derivados del brahmánico
    - Camboyano
    - Laosiano
    - Tailandés
    - Tibetano

  - Caracteres escandinavos (runa).
    - Futhark
    - Nuevo futhark
    - Runas puntiagudas
- Escrituras silábicas
  - Lineal B
  - Silabario inuktitut
  - Silabario cheroqui
  - Silabario vai
  - Silabario ki-ka-ku
  - Silabario shümom
  - Silabario mandombe
  - Caracteres japoneses kanas
    - Hiragana
    - Katakana
- Escrituras logográficas (o emparentadas).
  - Escritura maya
  - Caracteres chinos o sinogramas: Utilizados también por los japoneses que ellos llaman kanji. Los coreanos las emplean para escribir los nombres propios. Esta escritura no es realmente ideográfica, ya que un signo no corresponde siempre a una idea. Es monosilábica en chino.
  - Símbolos adinkra
  - Símbolos nsibidi
  - Caracteres tangut
  - Caracteres egipcios
    - Los jeroglíficos
    - Los jeroglíficos lineales
    - La escritura hierática (estos caracteres perdieron pronto su aspecto representativo).
    - La escritura demótica

  - Los jeroglíficos hititas
- Escrituras cuneiformes
  - Caracteres sumerios
- Escrituras no descifradas
  - Manuscrito Voynich
  - Codex Rohonczi
  - Rongo rongo
  - Escritura vincha